# أهل الغابة (آيت سيدي داود)
أهل الغابة هي إحدى مشيخات المملكة المغربية، تتبع جغرافيا لإقليم الحوز وإداريًا لآيت سيدي داود. يقدر عدد سكانها بـ 12744 نسمة حسب الإحصاء الرسمي للسكان والسكنى لسنة 2004.